# Disneynature
Disneynature és una productora independent de cinema, subsidiària de The Walt Disney Company, fundada el 21 d'abril del 2008 i sota la direcció de Jean-François Camilleri.

## Films
| Pel·lícula | Any  | Pressupost           | Estudi                            | Data de llançament                                                                         |
| ---------- | ---- | -------------------- | --------------------------------- | ------------------------------------------------------------------------------------------ |
| Earth      | 2009 | $15,000,000 (aprox.) | Greenlight Media AG BBC Worldwide | Espanya 22 de setembre del 2007 Regne Unit 16 de novembre del 2007 EUA 22 d'abril del 2009 |
| Oceans     | 2010 |                      | Greenlight Media AG BBC Worldwide | Regne Unit 6 de novembre del 2009 EUA 22 d'abril del 2010                                  |